# 1.ᵉʳ Ejército de Paracaidistas (Alemania)
El 1.er Ejército de Paracaidistas de las Fuerzas Alemanas fue una unidad militar formada en septiembre de 1944 con el objetivo de consolidar a varias unidades de la Luftwaffe de paracaidistas (Fallschirmjäger) y la División terrestre de la misma. La función principal era la de defender un área de 60 millas a lo largo de Países Bajos entre Amberes y Maastricht con un cuerpo formado por 30.000 hombres.

## Historia

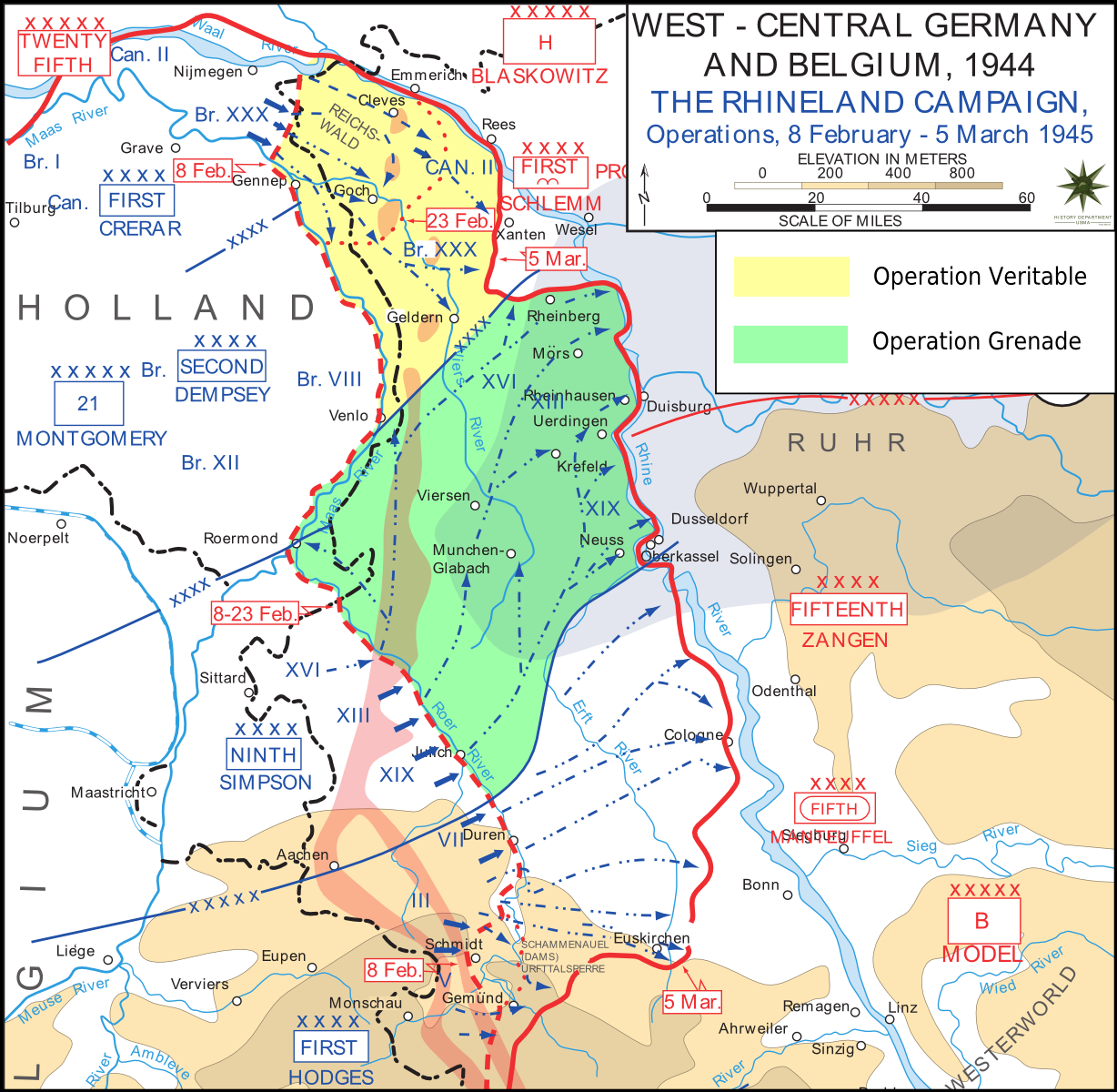
Operación Veritable (señalado en amarillo).

El primer jefe de comando fue el General Kurt Student. Durante la operación Market-Garden llevada a cabo por los aliados, Student desempeñó un importante trabajo al retener el avance de los aliados hacia el sur de Holanda. Los 30.000 paracaidistas fueron los únicos preparados para el combate.
El 18 de noviembre de 1944 Student fue destinado al frente oriental siendo sustituido por el General de la Fallschirmtruppe Alfred Schlemm tras hacer frente al Primer Ejército Canadiense en la operación Veritable. Las tropas de Schlemm fueron escasas, pero efectivas dentro de las divisiones de infantería en la Línea Sigfrido. Mientras estuvo al cargo, ordenó formar defensas en la zona al discrepar sobre un posible ataque desde el sur.
Durante noviembre de 1944, la unidad fue conocida como Grupos de Ejércitos Student (con el 15.º Ejército adjunto).
Tanto el ejército canadiense como la novena unidad del ejército estadounidense del Teniente-General William Hood Simpson repelieron el ataque de las fuerzas de Schlemm en un pequeño puente al oeste del río Rin. El 10 de marzo de 1945, la unidad de paracaidistas fue evacuada del lugar en una maniobra defensiva viendo como los aliados cruzaban el río poco después de destruir el puente. Durante un ataque aéreo fue herido y sustituido por Haltern, quien once días después se lo cedería al General de Infantería Günther Blumentritt.

Zonas aliadas a lo largo del Rin.

Al poco de empezar la Operación Varsity, el primer ejército de paracaidistas tenía tres unidades cerca del río, dos al norte, 86 en el centro y 63 al sur. De las mencionadas formaciones, solo dos paracaidistas y 86 militares de las fuerzas aéreas consiguieron repeler el ataque aéreo aliado. Durante la operación, las fuerzas aliadas forzaron a la retirada a las dos unidades del Rin.
A los pocos días del fin de la guerra, el mando fue a parar a Student de nuevo y después a Straube.

### Historia de la unidad
Fue renombrada en marzo de 1944 del XI Cuerpo Aéreo. Formado entre el 5 de noviembre de 1943 hasta el 1 de abril de 1944 en Nancy, Administración Militar en Francia. Utilizado por primera vez como un comando de formación unido al Grupo de Ejércitos D en la Administración Militar en Francia. Comenzó a funcionar en junio de 1944 bajo el mando del Generaloberst Kurt Arthur Benno Student, cuando los aliados desembarcaron en la Administración Militar en Francia, en junio de 1944, la unidad quedó bajo el control directo de la Oberkommando der Wehrmacht (OKW), mientras continúa sus actividades de formación. Entró en combate por primera vez el 4 de septiembre de 1944, en el Bajo Rin, que ahora se atribuye al Grupo de Ejércitos B. Participó en la Operación Market-Garden en septiembre de 1944, y contribuyó al fracaso final de la operación.
Tras el avance aliado en la Administración Militar en Francia, tomó el control de las líneas defensivas en el Reino de Bélgica y el este del Reino de Holanda (Reino de los Países Bajos). Elementos orgánicos incluyen unidades blindadas y artillería pesada, un batallón de asalto de paracaidistas (bajo el Hauptmann Eduard Georg Hübner) y el 12.º Batallón de Reconocimiento de Paracaidistas. Controló al Comando General del II Cuerpo de Paracaidistas así como otros Cuerpos de Ejército regulares, junto con varios otros fragmentos de unidades. Más tarde, Generaloberst Kurt Arthur Benno Student fue nombrado Comandante del Grupo de Ejércitos H y fue reemplazado por el General de Tropas Paracaidistas Alfred Schlemm.
A partir de diciembre de 1944 bajo el Grupo de Ejércitos H y desde abril de 1945 directamente bajo el Comandante en Jefe Noroeste. Durante noviembre de 1944, la unidad fue conocida como Grupos de Ejércitos Student (con el 15.º Ejército adjunto). A finales de 1944 y a principios de 1945, continuó su defensa en el Reino de Holanda y los accesos a la rivera del Rin. Más tarde, defendió la orilla este del Rin. Se rindió en la zona Oldemburgo, Alemania Nazi en abril de 1945.

## Comandantes
- Coronel General Kurt Student - (1 de marzo de 1944 - 4 de noviembre de 1944)
- General de Tropas Paracaidistas Alfred Schlemm - (4 de noviembre de 1944 - 28 de marzo de 1945)
- General de Infantería Günther Blumentritt - (28 de marzo de 1945 - 10 de abril de 1945)
- Coronel General Kurt Student - (10 de abril de 1945 - 28 de abril de 1945)
- General de Infantería Erich Straube - (28 de abril de 1945 - 8 de mayo de 1945)

### Vicecomandante
- Generalleutnant Walter Lackner - (1 de marzo de 1944 - 15 de noviembre de 1944)

### Jefes de Estados Mayor
- Generalleutnant Dipl.Ing. Wolfgang Erdmann - (1 de mayo de 1944 - 20 de agosto de 1944)
- Oberst Walter Reinhard - (20 de agosto de 1944 - noviembre de 1944)
- Oberst Ernst Kusserow - (noviembre de 1944 - 8 de mayo de 1945)

### Jefes de Operaciones (Ia)
- Oberstleutnant Berlin - (? - ?)
- Major Arnold von Roon - (17 de enero de 1945 - 8 de mayo de 1945)

## Área de operaciones
| 17 de septiembre de 1944 - 26 de septiembre de 1944 | Arnhem y Nimega |
| 27 de septiembre de 1944 - 7 de febrero de 1945     | Río Mosa y Waal |
| 7 de febrero de 1945 - 13 de febrero de 1945        | Reichswald      |
| 14 de febrero de 1945 - 10 de marzo de 1945         | Rheine y Xanten |
| 10 de marzo de 1945 - 22 de marzo de 1945           | Rheine          |
| 23 de marzo de 1945 - 8 de mayo de 1945             | Ems y Weser     |

## Bases
| Julio de 1944                       | Nancy           |
| Septiembre de 1944                  | Eindhoven       |
| Octubre de 1944 - Diciembre de 1944 | Dinxperlo       |
| Marzo de 1945                       | área de Dorsten |

## Subordinada

### 1944
| Fecha      | Grupo de Ejércitos   | Área      |
| Abril      | Grupo de Ejércitos D | Occidente |
| Junio      | O.K.W.               | Occidente |
| Septiembre | Grupo de Ejércitos B | Occidente |
| Diciembre  | Grupo de Ejércitos H | Occidente |

### 1945
| Fecha | Grupo de Ejércitos         | Área      |
| Enero | Grupo de Ejércitos H       | Occidente |
| Abril | Comandante Supremo Noreste | Occidente |

## Unidades adjuntas
Las siguientes unidades se unen directamente al Ejército (Armeetruppe):
- Comandante Supremo de Artillería del 1.º Ejército de Paracaidistas
- 21.º Regimiento de Instrucción de Paracaidistas
- 1.º Regimiento Panzer de Paracaidistas
- 1.º Batallón Ciclista de Paracaidistas
- 21.ª Brigada de Cañón de Asalto de Paracaidistas
- Batallón Pesado Lanzacohetes del 1.º Ejército de Paracaidistas
- 1.º Regimiento de Ingenieros de Paracaidistas
- 1.º Regimiento de Comunicaciones de Paracaidistas de Ejércitos
- 21.º Batallón de Suministros de Paracaidistas
- Batallón de Transporte del 1.º Ejército de Paracaidistas
- Batallón de Transporte Hospitalario del 1.º Ejército de Paracaidistas
- 21.ª Escuela de Aviación del Ejército de Paracaidistas
- Batallón de Asalto del Ejército de Paracaidistas
- Regimiento de Campaña de Reemplazo del Ejército de Paracaidistas
- Batallón Convaleciente del 1.º Ejército de Paracaidistas

## Unidades bajo su mando
| Fecha                    | Cuerpos | Divisiones |
| 16 de septiembre de 1944 | LXXXVIII Cuerpo de Ejército                                                                                      | 353.º Div.I., 176.º Div.I., 6.º Div.P., 84.º Div.I., 89.º Div.I., 85.º Div.I., 179.º Div.I. |
| 13 de octubre de 1944    | LXXXVI Cuerpo de Ejército II Cuerpo de Paracaidistas II Cuerpo Panzer SS XII Cuerpo Panzer SS Reserva            | 176.º Div.I., 180.º Div.I., 107.ª Brigada Panzer (Grupo de Combate Walther) 190.º Div.I., 84.º Div.I., 406.º Div.I. 10.º Div.Pz.SS "Frundsberg", 9.º Div.Pz.SS "Hohenstaufen", 9.º Div. Pz. 363.º Div.I. 526.º Div.I. |
| 5 de noviembre de 1944   | II Cuerpo de Paracaidistas II Cuerpo Panzer SS 15.º Ejército                                                     | 190.º Div.I., 84.º Div.I. 10.º Div.Pz.SS "Frundsberg", 363.º Div.I. * |
| 26 de noviembre de 1944  | LXXXVI Cuerpo de Ejército II Cuerpo de Paracaidistas Reserva                                                     | 606.º Div., 180.º Div.I., 7.º Div.P. 190.º Div.I., 84.º Div.I. 85.º Div.I., LXVII C.E., 363.º Div.I. |
| 31 de diciembre de 1944  | II Cuerpo de Paracaidistas LXXXVI Cuerpo de Ejército Reserva                                                     | 606.º Div. 190.º Div.I., 180.º Div.I. 84.º Div.I. 7.º Div.P. y el Cuerpo de Ejército Feldt |
| 19 de febrero de 1945    | II Cuerpo de Paracaidistas LXXXVI Cuerpo de Ejército XXXXVII Cuerpo de Ejército Reserva                          | 8.º Div.P., 190.º Div.I. 180.º Div.I., 7.º Div.P., 15.º Div.I. 84.º Div.I., 116.º Div.Pz., 6.º Div.P. Cuerpo de Ejército Feldt, LXIII Cuerpo de Ejército, División de Instrucción Panzer                              |
| 1 de marzo de 1945       | LXIII Cuerpo de Ejército LXXXVI Cuerpo de Ejército II Cuerpo de Paracaidistas XXXXVII Cuerpo de Ejército Reserva | 406.º Div.I. 190.º Div.I. 7.º Div.P., 8.º Div.P. 84.º Div.I., 116.º Div.Pz., 6.º Div.P. Cuerpo de Ejército Feldt, 15.º Div.I., 180.º Div.I., 106.ª Brigada Panzer                                                     |
| 12 de abril de 1945      | LXXXVI Cuerpo de Ejército II Cuerpo de Paracaidistas                                                             | 15.º Div.I., 325.º Div.I., 471.º Div.I., Unidad Panzer Großdeutschland 245.º Div.I., 7.º Div.P., 8.º Div.P. |

El * 15.º Ejército consistió en las siguientes unidades el 5 de noviembre de 1944:
- LXXXVIII Cuerpo de Ejército: 59.º Div.I., 712.º Div.I., 256.º Div.I.
- LXVII Cuerpo de Ejército: 711.º Div.I., 719.º Div.I., 245.º Div.I., 346.º Div.I., 85.º Div.I.
- Reserva: 70.º Div.I., 226.º Div.I.

Las tropas de reemplazo fueron proporcionados por el 3.º Batallón de Reemplazo de Paracaidistas.